# William Broughton Carr
Pour les articles homonymes, voir Carr.
William Broughton Carr, né en 1836 et mort le 11 février 1909, est un écrivain et apiculteur britannique. Il est l'inventeur d'un type de ruche.

## Biographie
William Broughton Carr naît dans le Yorkshire in 1836 et meurt à Londres en 1909. Carr devient graveur sur cuivre. Il vit dans la péninsule de Wirral et a des ruches. Thomas William Cowan l'invite à Londres pour fonder et diriger le Bee Journal and Record. Il est aussi un contributeur à l'Encyclopædia Britannica 1911.

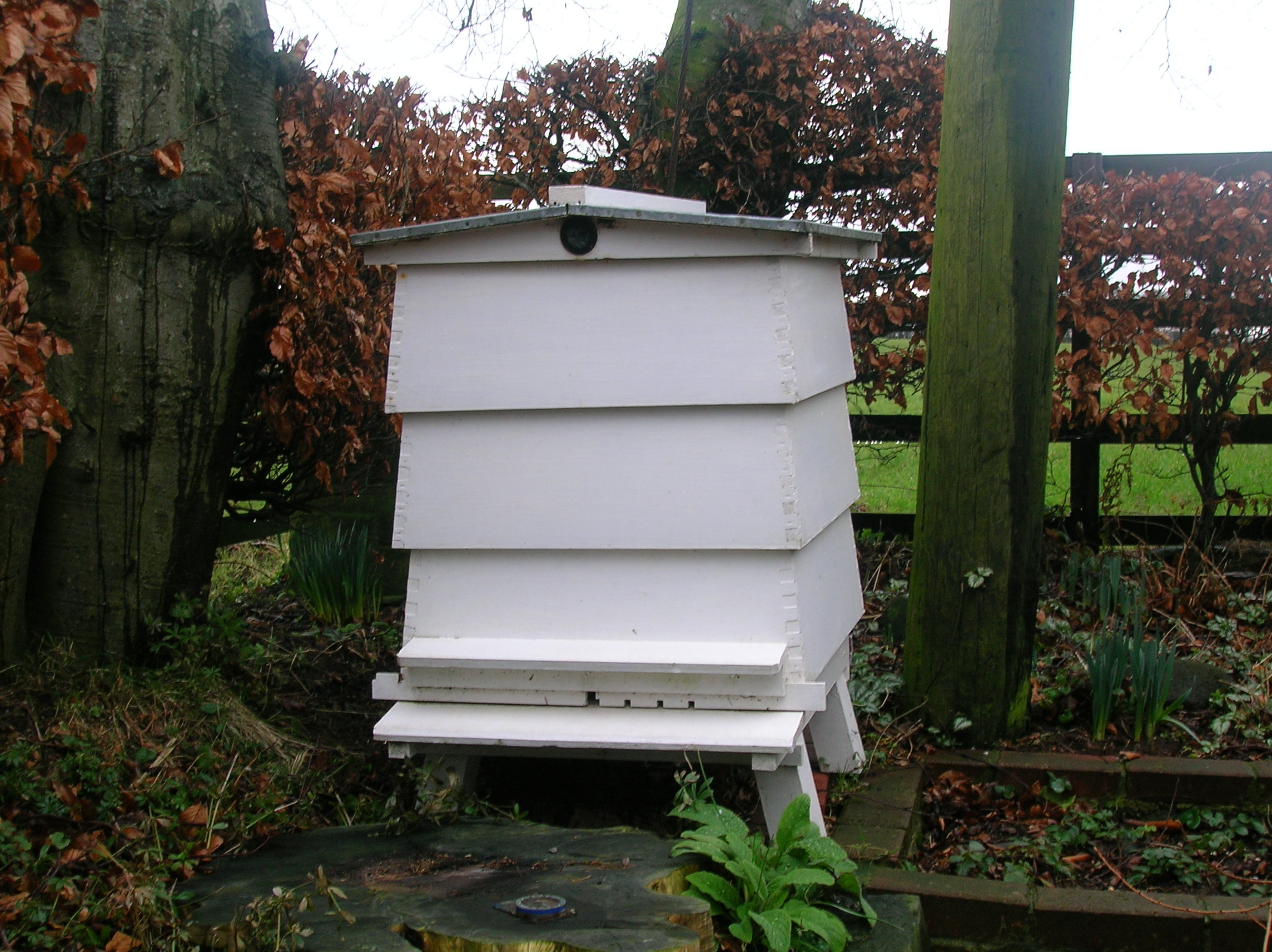
WBC hive

Dans une publication de 1890, Carr expose le concept de la ruche WBC ; cette ruche devient très populaire parce qu'on peut la fabriquer en peu de temps avec des caisses de fruits.

## Publications
- Introduction : or, early history of bees and honey, Salford. J. Roberts, 1880
- « Bee », dans Encyclopædia Britannica 1911